# О’Коннор, Майкл
Майкл О’Коннор (англ. Michael O'Connor; род. 27 октября 1965) — британский художник по костюмам, лауреат премий «Оскар» и BAFTA.

## Биография
Майкл О’Коннор родился 27 октября 1965 года в Лондоне, Великобритания. Он начал своё обучение в театре Олд Вик в Лондоне, работая костюмером. После этого он работал в доме костюма в течение шести лет, прежде чем уйти во фриланс.
В 1993 году он начал работать в качестве руководителя гардероба для таких фильмов, как «Дом духов» и «Эмма», прежде чем стать ассистентом художника по костюмам. В этой роли, он работал для различных фильмов, включая «Оскар и Люсинда», «Перо маркиза де Сада», «Доказательство жизни» и также ассоциированным художником по костюмам в фильме «Гарри Поттер и Тайная комната».
После того, как он работал в качестве художника по костюмам для нескольких мелких британских фильмов, он стал известен своей работой для «Школьные годы Тома Брауна», телефильма для ITV. Затем он работал над своим самым высоким профилем фильма «Последний король Шотландии».
Он привлёк внимание киноиндустрии в 2009 году, когда он получил премию «Оскар» за лучший дизайн костюмов, премию BAFTA за лучший дизайн костюмов, а также премию «Спутник» за лучший дизайн костюмов за фильм «Герцогиня».

## Фильмография
| Фильмы | Фильмы                          | Фильмы                         | Фильмы |
| Год    | На русском языке                | На языке оригинала             | Награды и номинации |
| ------ | ------------------------------- | ------------------------------ | --- |
| 2001   | Таинственный массажист          | The Mystic Masseur             | |
| 2005   | Школьные годы Тома Брауна       | Tom Brown’s Schooldays         | |
| 2005   | Кочевник                        | Nomad                          | |
| 2005   | Уоллис и Эдуард                 | Wallis and Edward              | |
| 2006   | Последний король Шотландии      | The Last King of Scotland      | |
| 2007   | Кирпичный переулок              | Brick Lane                     | |
| 2008   | Мисс Петтигрю живёт одним днём  | Miss Pettigrew Lives for a Day | |
| 2008   | Герцогиня                       | The Duchess                    | Премия «Оскар» за лучший дизайн костюмов Премия BAFTA за лучший дизайн костюмов Премия «Спутник» за лучший дизайн костюмов                                        |
| 2011   | Орёл Девятого легиона           | The Eagle                      | |
| 2011   | Джейн Эйр                       | Jane Eyre                      | Номинация на премию «Оскар» за лучший дизайн костюмов Номинация на премию BAFTA за лучший дизайн костюмов Номинация на премию «Спутник» за лучший дизайн костюмов |
| 2013   | Невидимая женщина               | The Invisible Woman            | Номинация на премию «Оскар» за лучший дизайн костюмов Номинация на премию BAFTA за лучший дизайн костюмов Премия «Спутник» за лучший дизайн костюмов              |
| 2015   | Французская сюита               | Suite Française                | |
| 2015   | Мухаммед — посланник Всевышнего | محمد رسول‌الله                  | |
| 2016   | Тюльпанная лихорадка            | Tulip Fever                    | |
| 2018   | Частная война                   | A Private War                  | |
| 2018   | Чистая правда                   | All Is True                    | |

Ниже перечислены фильмы, для которых Майкл О’Коннор работал в качестве ассистента художника по костюмам
| Фильмы | Фильмы                        | Фильмы                                  | Фильмы                         |
| Год    | На русском языке              | На языке оригинала                      | Должность                      |
| ------ | ----------------------------- | --------------------------------------- | ------------------------------ |
| 1993   | Дом духов                     | The House of the Spirits                | Гардеробный руководитель       |
| 1996   | Эмма                          | Emma                                    | Гардеробный руководитель       |
| 1997   | Оскар и Люсинда               | Oscar and Lucinda                       | Помощник художника по костюмам |
| 1999   | Кутерьма                      | Topsy-Turvy                             | Помощник художника по костюмам |
| 2000   | Перо маркиза де Сада          | Quills                                  | Помощник художника по костюмам |
| 2000   | Доказательство жизни          | Proof of Life                           | Помощник художника по костюмам |
| 2002   | Убей меня нежно               | Killing Me Softly                       | Помощник художника по костюмам |
| 2002   | Гарри Поттер и Тайная комната | Harry Potter and the Chamber of Secrets | Помощник художника по костюмам |